# IC 2383
IC 2383 је елиптична галаксија у сазвјежђу Рак која се налази на листи објеката дубоког неба у Индекс каталогу.
Деклинација објекта је + 30° 41' 17" а ректасцензија 8h 29m 41,4s. Привидна величина (магнитуда) објекта IC 2383 износи 14,7 а фотографска магнитуда 15,7. IC 2383 је још познат и под ознакама CGCG 149-38, PGC 23829.